# Język pije
Język pije (a. pindje, pinje) – język austronezyjski używany przez grupę ludności w Prowincji Północnej w Nowej Kaledonii. Według danych z 2009 roku posługuje się nim 180 osób.
Na tle języków Melanezji wyróżnia się złożonym systemem spółgłoskowym.
W 1982 r. miał 100 użytkowników.
Jest silnie zagrożony wymarciem. Dane z języka pije zawarto w publikacji z 1982 r.